# جيم ليرد
جيم ليرد (بالإنجليزية: Jim Laird)‏ هو لاعب كرة قدم أمريكية أمريكي، ولد في 10 سبتمبر 1897 في مونبلييه في الولايات المتحدة، وتوفي في 16 أغسطس 1970 في لبانون في الولايات المتحدة.

## وصلات خارجية
- جيم ليرد على موقع مرجع كرة القدم المحترفة.كوم (الإنجليزية)